# 尚鲁斯
尚鲁斯（法語：Chamrousse，法語發音：[ʃɑ̃ʁus]）是法国伊泽尔省的一个市镇，位于该省中部偏东南，属于格勒诺布尔区。

## 地理
尚鲁斯（45°6'42"N, 5°52'30"E）面积13.29 平方千米，位于法国奥弗涅-罗讷-阿尔卑斯大区伊泽尔省，该省份为法国东南部内陆省份，北起顺时针与安省、萨瓦省、上阿尔卑斯省、德龙省、阿尔代什省、卢瓦尔省和罗讷省。
与尚鲁斯接壤的市镇（或旧市镇、城区）包括：利韦和加韦、勒韦勒、圣马丹迪里亚日、塞希利耶讷、上沃尔纳韦。

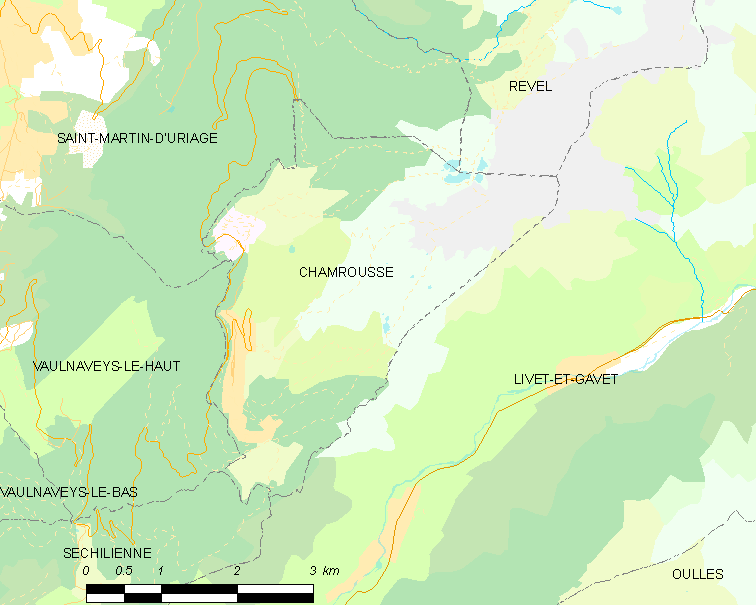
尚鲁斯的OSM定位图

尚鲁斯的时区为UTC+01:00、UTC+02:00（夏令时）。

## 行政
尚鲁斯的邮政编码为38410，INSEE市镇编码为38567。

## 政治
尚鲁斯所属的省级选区为瓦桑-罗曼什县。

## 人口

1962-2008年间尚鲁斯人口变化图示

尚鲁斯于2022年1月1日时的人口数量为438人。